# 溫式效應
《溫式效應》是台灣歌手溫嵐的第四張個人專輯，於2004年7月6日發行。

## 曲目
1. 人来疯 词：方文山 曲：林迈可
2. 海滩 词：黃俊郎 曲：Bobby Kim/Gan-D
3. 祝我生日快乐 词：郑中庸 曲：周杰伦
4. 爱你的两个我 词：許世昌/黃俊郎 曲：Kim Sung Hun/Ham Gyung Mun
5. 主动 词：王威登 曲：林迈可
6. Boogie Woogie 词：Engra Jia 曲：王治平
7. 夏天的风 词：天天 曲：周杰伦
8. 爱到底 词/曲：林迈可
9. 慵懒 词：方文山 曲：林邁可/溫嵐
10. 爱情来了 词：郑中庸 曲：王治平